# Kakostotvaré
Kakostotvaré (Geraniales) je řád vyšších dvouděložných rostlin. Zahrnuje dvě čeledi. V české květeně je zastoupena pouze čeleď kakostovité.

## Charakteristika
Řád kakostotvaré zahrnuje spíše byliny. Poměrně časté jsou jednoduché listy s dlanitou žilnatinou. Mezi společné znaky patří zejména tyčinky umístěné naproti korunním lístkům, nektária umístěná vně tyčinek a žlaznatě ukončené zuby na listech.
Řád v současném pojetí zahrnuje celkem 830 druhů v 16 rodech a 2 čeledích. Převážná většina druhů je soustředěna v čeledi kakostovité (Geraniaceae). Zástupci se vyskytují po celém světě, převážně však mimo nížinné tropy. V květeně České republiky stejně jako v evropské květeně je řád zastoupen pouze 2 rody čeledi kakostovité (Geraniaceae).

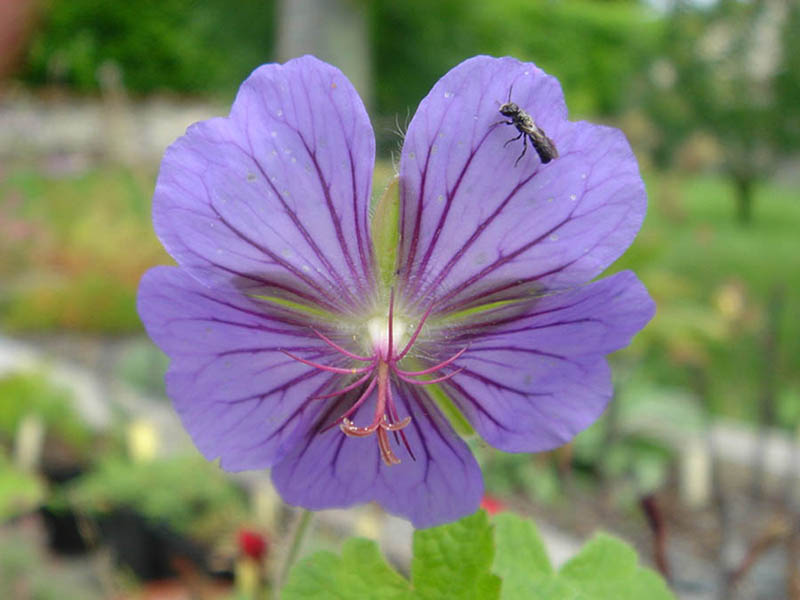
Kakost Geranium erianthum (kakostovité)
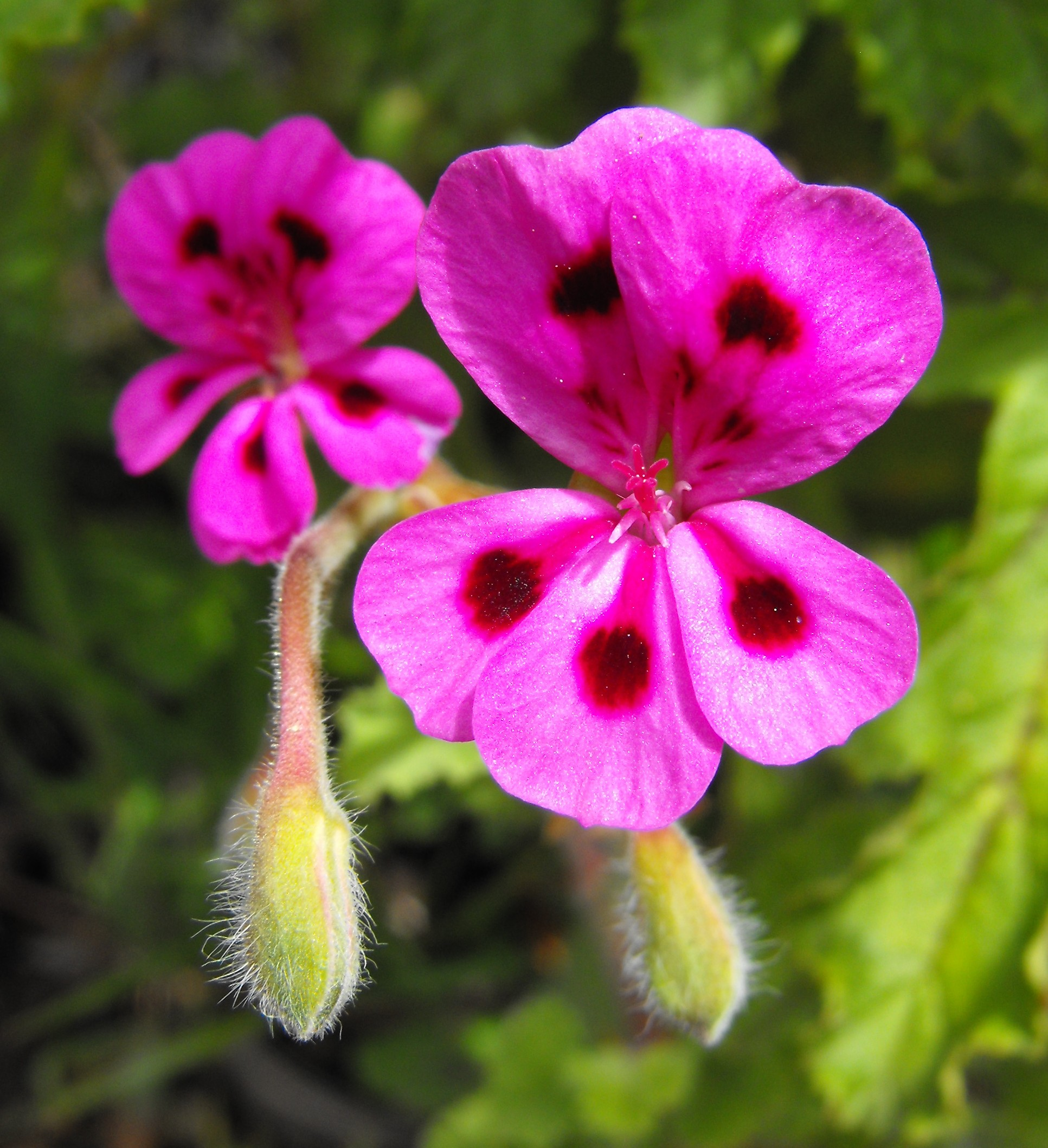
Pelargónie Pelargonium magenteum (kakostovité)
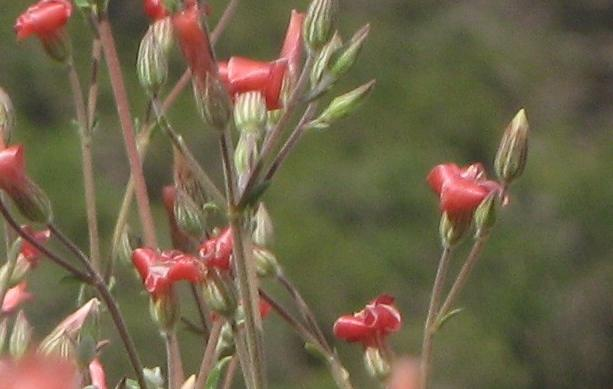
Viviania marifolia (frankoovité)
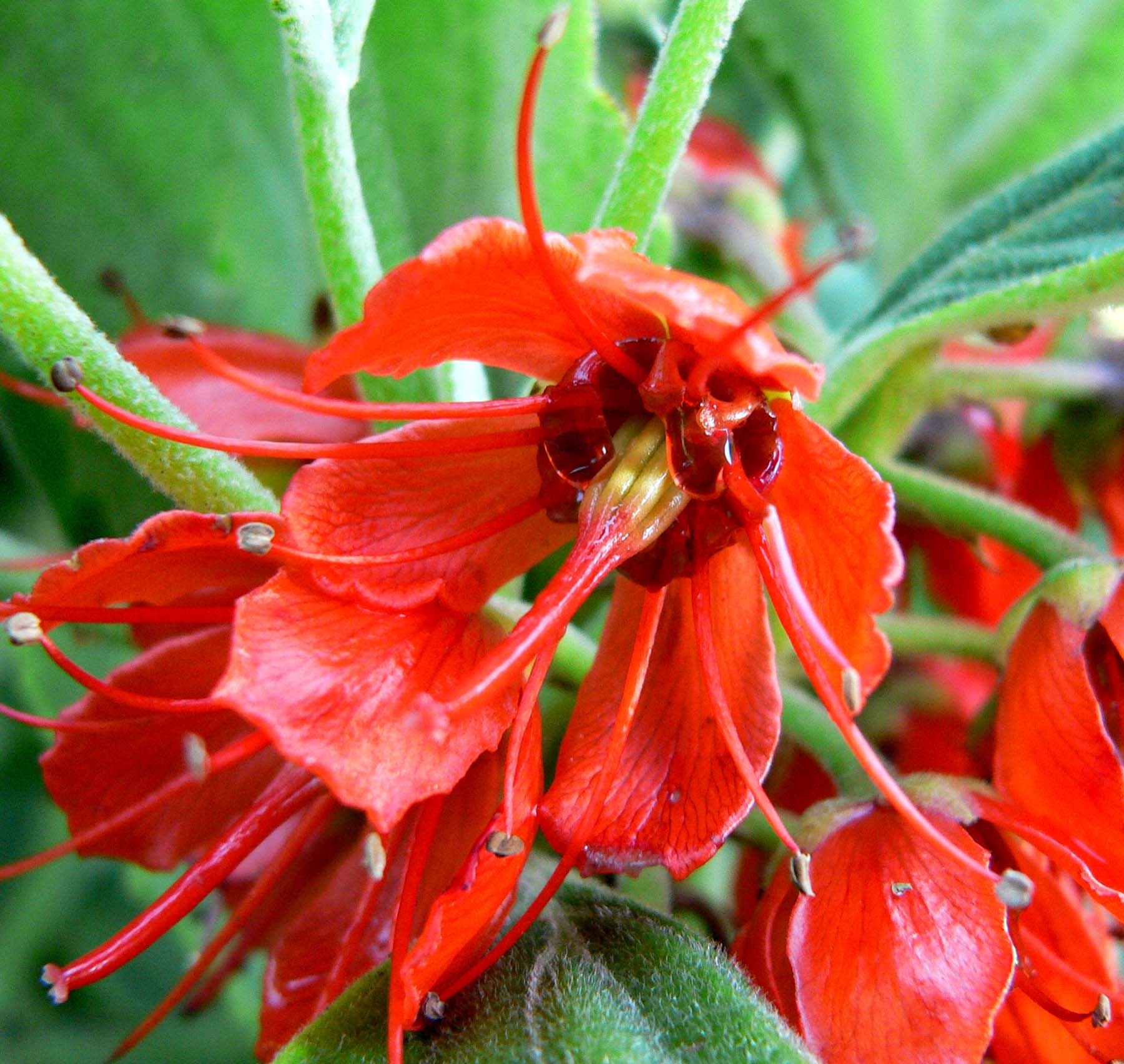
Greyia radlkoferi (frankoovité)

## Taxonomie
Představa o příbuzenských vztazích v rámci řádu kakostotvaré se s nástupem molekulárních metod výrazně posunula. V minulosti byly do tohoto řádu řazeny např. čeledi šťavelovité (Oxalidaceae), malpígiovité (Malpighiaceae), kacibovité (Zygophyllaceae), vítodovité (Polygalaceae) a krameriovité (Krameriaceae). V rámci systému APG prošlo pojetí čeledí tohoto řádu různými změnami. V APG I bylo rozlišováno celkem 5 čeledi: Francoaceae, Geraniaceae, Greyiaceae, Ledocarpaceae, Melianthaceae a Vivianiaceae. V APG II byly čeledi Francoaceae a Greyiaceae vřazeny do Melianthaceae, v APG III pak čeleď Ledocarpaceae do Vivianiaceae. V systému APG IV pak došlo k dalším změnám a bývalé čeledi Greyiaceae, Ledocarpaceae, Melianthaceae a Vivianiaceae byly sloučeny do Francoaceae. Řád Geraniales tak v současné taxonomii zahrnuje jen 2 čeledi: Geraniaceae a Francoaceae.
Zatímco čeleď Vivianiaceae byla i v klasických taxonomických systémech řazena po bok čeledi kakostovité, rody z čeledi Melianthaceae byly řazeny do jiných řádů, nejčastěji mýdelníkotvaré (Sapindales) a lomikamenotvaré (Saxifragales).

## Význam
Jako okrasné rostliny se pěstují zejména pelargonie (Pelargonia) a kakosty (Geranium) z čeledi kakostovité (Geraniaceae). Z některých pelargónií se také získávají silice.

## Přehled čeledí
- kakostovité (Geraniaceae)
- frankoovité (Francoaceae, včetně Melianthaceae a Vivianiaceae)[3]